# Бетонкур ле Брот
Бетонкур ле Брот (фр. Betoncourt-lès-Brotte) насеље је и општина у источној Француској у региону Франш-Конте, у департману Горња Саона која припада префектури Лир.
По подацима из 2011. године у општини је живело 110 становника, а густина насељености је износила 35,83 становника/km². Општина се простире на површини од 3,07 km². Налази се на средњој надморској висини од 320 метара (максималној 437 m, а минималној 272 m).

## Демографија
| 1962. | 1968. | 1975. | 1982. | 1990. | 1999. | 2011. |
| ----- | ----- | ----- | ----- | ----- | ----- | ----- |
| 61    | 64    | 36    | 38    | 48    | 60    | 110   |

График промене броја становника у току последњих година